# Angele (Attika)
Angele (altgriechisch Ἀγγελή) hieß in der Antike ein attischer Demos der Phyle Pandionis. Er lag zwischen Markopoulos und Porto Rafti in der Gegend, die heute noch Angelisi heißt, bei der Kirche Agia Triada. In der Nähe fand man einen Grabstein von Epichares und Ergochares, der auch den Ortsnamen trägt und die Lage bestätigt. In der Nähe der Kirche Agia Triada fand man eine Herme, die Herodes Atticus für Polydeukion stiftete. Angele entsandte nach den Kleisthenischen Reformen zwei oder drei Volksvertreter in den Rat der 500 und später nach der Eroberung und Neuordnung Attikas durch Demetrios I. Poliorketes (307/6 v. Chr.) schließlich vier.